# Il dottor Dolittle 5
Il dottor Dolittle 5 (Dr. Dolittle Million Dollar Mutts) è un film del 2009 di Alex Zamm.
È l'ultimo film della saga Il dottor Dolittle.

## Trama
Maya Dolittle sta per iniziare l'università alla facoltà di veterinaria ma quando scopre che dovrà studiare sette anni prima di lavorare con gli animali inizia ad avere dei ripensamenti. Improvvisamente una celebrità di Hollywood le chiede aiuto con il suo cane e Maya decide di abbandonare il sogno di fare la veterinaria per trasferirsi a Los Angeles, dove diventa la psicologa per animali più richiesta dalle celebrità. Ottenuta non solo la fama ma anche uno show televisivo tutto proprio, Maya trascura i propri animali. Spetterà allora al cagnolino Lucky aiutare Maya a ritrovare il senno e farle capire che saper parlare con gli animali non è importante come imparare ad ascoltare quello che loro hanno da dire.